# Карабас-Барабас
Карабас-Барабас — один із головних антагоністів казки Олексія Толстого «Золотий ключик, або Пригоди Буратіно» 1936 року.
Згідно з описами, Карабас-Барабас був дуже суворим, страшним з величезним ротом і з довгою бородою. Виступав у ролі господаря лялькового театру, а також у ролі доктора лялькових наук. Був також відомий під таким прізвиськом, як «пан Карабас-Барабас (найближчий друг Тарабарського короля)».